# Джессіка Монро
Джессіка Монро (англ. Jessica Monroe, 31 травня 1966) — канадська академічна веслувальниця.
Олімпійська чемпіонка 1992 (розпашні четвірки без стернової), 1992 (вісімки) років, срібна призерка 1996 року в складі вісімки.